# Бірі I
Хашім (Кашим) Бірі I (*д/н — 1166) — 14-й маї (володар) імперії Канем в 1140—1166 роках.

## Життєпис
Походив з династії Сейфуа. Син маї Дунами I та Фасами, доньці шейха племені каї. 1140 року після смерті батька посів трон. Не здійснював якоїсь загарбницької політики, зосередившись на зміцненні кордоні та підтримці караванних шляхів та транссахарської торгівлі. Загалом в хроніках згадується як успішний володар.
1166 року ймовірно загинув внаслідок змови. Трон отримав його син Абдала I Бікору.